# Claus Köhler
Claus Köhler (* 5. März 1928 in Berlin; † 24. Juli 2025) war ein deutscher Volkswirt und Hochschullehrer.

## Leben
Nach seinem Studium der Volkswirtschaftslehre an der Humboldt-Universität Berlin (Diplom-Volkswirt 1949) wurde er 1950 zum Dr. rer. pol. für Wirtschaftswissenschaften an der FU Berlin promoviert. Von 1950 bis 1951 war er Mitarbeiter am Deutschen Institut für Wirtschaftsforschung, danach bis 1959 Mitarbeiter bei Berliner Banken. Von 1959 bis 1966 war Köhler Mitglied des Vorstands einer deutschen Finanzierungsgesellschaft und Mitglied des Verwaltungsrats einer Schweizer Finanzholding. Ab 1961 war er Privatdozent für Volkswirtschaftslehre an der TU Berlin. Von 1966 bis 1974 war er ordentlicher Professor für Volkswirtschaftslehre an der Technischen Universität Hannover und von 1969 bis 1974 Mitglied im Sachverständigenrat zur Begutachtung der gesamtwirtschaftlichen Entwicklung („Wirtschaftsweise“). Von 1974 bis 1990 war er Mitglied des Direktoriums der Deutschen Bundesbank. Anschließend war er Vorsitzender des Finanzausschusses im Verwaltungsrat der Treuhandanstalt und der Bundesanstalt für vereinigungsbedingte Sonderaufgaben (BvS). Schließlich war er Mitglied eines Board of Directors zweier Investmentfonds in New York sowie Mitglied eines Advisory Panels der Zentralbank des Sultanats Oman. Seit 1974 war er Honorarprofessor an der Universität Hannover, seit 1981 Honorarprofessor an der Universität Frankfurt a. M.
Köhler war von 1958 bis zu ihrem Tod 2015 mit der Wirtschaftswissenschaftlerin Ingeborg Rieckenberg verheiratet.

## Mitgliedschaften
- 1969–1974: Mitglied des Sachverständigenrats zur Begutachtung der gesamtwirtschaftlichen Entwicklung
- 1974–1990: Mitglied des Direktoriums der Deutschen Bundesbank
- 1990–1996: Mitglied des Verwaltungsrats der Treuhandanstalt und der Bundesanstalt für vereinigungsbedingte Sonderaufgaben (BvS)
- 1991–2000: Mitglied des Board of Directors zweier Investmentfonds in New York
- 1991–2003: Mitglied des Advisory Panels der Zentralbank des Oman

## Ehrungen und Auszeichnungen
- Verdienstorden der Bundesrepublik Deutschland
  - Verdienstkreuz 1. Klasse (1982)
  - Großes Verdienstkreuz (1988)
  - Großes Verdienstkreuz mit Stern (1990)
- Ehrendoktorwürde – Dr. rer. pol. – für Staatswissenschaften der Universität Hannover (1991)
- Goethe-Medaille des Fachbereichs Wirtschaftswissenschaften der Universität Frankfurt am Main (1993)

## Schriften
- Der Geldkreislauf. Geldtheoretische Thesen im Spiegel der Empirie. Duncker & Humblot, Berlin 1962.
- Orientierungshilfen für die Kreditpolitik. Duncker & Humblot, Berlin 1968.
- Geldwirtschaft.
  - Bd. I Geldversorgung und Kreditpolitik. Duncker & Humblot, Berlin 1970, 2. Ed. 1977.
  - Bd. II Zahlungsbilanz und Wechselkurs. Duncker & Humblot, Berlin 1979, ISBN 3-428-04405-3.
  - Bd. III Wirtschaftspolitische Ziele und wirtschaftspolitische Strategie. Duncker & Humblot, Berlin 1983, ISBN 3-428-05374-5.
- Potentialorientierte Kreditpolitik. Duncker & Humblot, Berlin 1971, ISBN 3-428-02842-2.
- Probleme der Zentralbankgeldmengensteuerung. Duncker & Humblot, Berlin 1976, ISBN 3-428-03643-3.
- Monetary Control – Stability in the World Monetary System. Duncker & Humblot, Berlin 1985, ISBN 3-428-05789-9.
- Internationalökonomie – ein System offener Volkswirtschaften. Duncker & Humblot, Berlin 1990, ISBN 3-428-06841-6.
- Die Spannungszahl – Ein Indikator der gesamtwirtschaftlichen Entwicklung. Duncker & Humblot, Berlin 1994, ISBN 3-428-07937-X.
- Der Übergang von der Planwirtschaft zur Marktwirtschaft in Ostdeutschland – 4 1/2 Jahre Treuhandanstalt. Berlin 1995, ISBN 3-428-08359-8.
- Preisstabilität und Vollbeschäftigung in einer globalen Wirtschaft – Der Beitrag einer potentialorientierten Geld- und Kreditpolitik. Olzog, Landsberg/Lech 1996, ISBN 3-478-39830-4.
- Volkswirtschaftlicher Kurzkommentar: Vertragliche Grundlagen der Europäischen Währungsunion. Duncker & Humblot, Berlin 1999, ISBN 3-428-09655-X.
- Volkswirtschaftlicher Kurzkommentar: Beschlüsse zu einer fehlentwicklungsfreien wirtschaftlichen Entwicklung in der EWU. Duncker & Humblot, Berlin 2000, ISBN 3-428-10197-9.
- Orientierungshilfen für die Wirtschaftspolitik. Duncker & Humblot, Berlin 2004, ISBN 3-428-11620-8.
- Wirtschaftspolitische Ziele in der globalen Welt. Duncker & Humblot, Berlin 2013, ISBN 978-3-428-14181-4.
- Wirtschaftspolitisches Umdenken in der globalen Welt. Duncker & Humblot, Berlin 2019, ISBN 978-3-428-15692-4.